# Michael Novak (Eishockeyspieler)
Michael Novak (* 25. Juli 1988 in Zagreb, SFR Jugoslawien, heute Kroatien) ist ein kroatisch-liechtensteiner Eishockeyspieler, der seit 2024 beim SC Hohenems in der drittklassigen österreichischen Ö Eishockeyliga spielt.

## Karriere

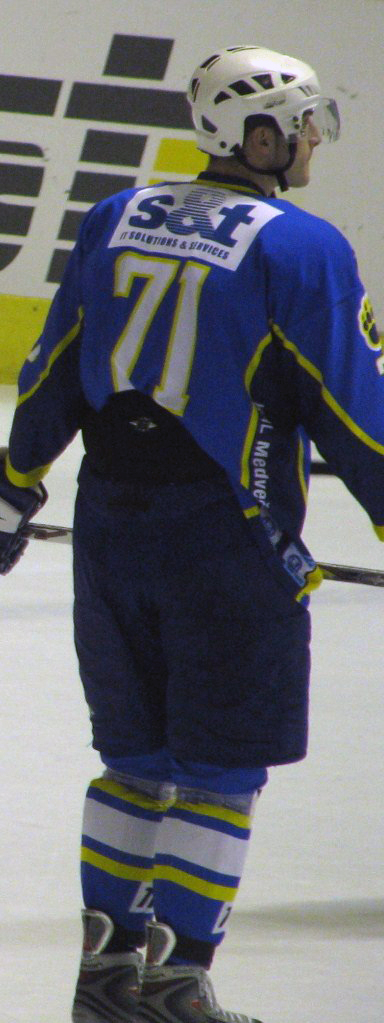
Novak im Trikot des KHL Medveščak Zagreb

Michael Novak wuchs in Liechtenstein auf und begann seine Karriere als Eishockeyspieler im Nachwuchsbereich der nahegelegenen VEU Feldkirch, für die er bis 2006 aktiv war. Daraufhin spielte der Angreifer zwei Jahre lang für die U20-Junioren der Rapperswil-Jona Lakers, für deren Profimannschaft er parallel in der Saison 2007/08 zu zwei Einsätzen in der National League A kam. Im weiteren Saisonverlauf stand er zudem sechs Mal für den HC Thurgau in der National League B auf dem Eis. Nachdem er die Saison 2008/09 in der NLB beim HC Ajoie, dem EHC Basel und dem HC La Chaux-de-Fonds verbracht hatte, unterschrieb er im Sommer 2009 einen Vertrag in seiner kroatischen Heimat beim KHL Medveščak Zagreb, der zuvor in der Österreichischen Eishockey-Liga den HC Innsbruck ersetzt hatte, der sich aufgrund finanzieller Probleme aus der Liga zurückziehen musste. Für den Hauptstadtklub bereitete er in der Saison 2009/10 in 38 Spielen sechs Tore vor.
Die Saison 2010/11 verbrachte Novak bei seinem Ex-Verein VEU Feldkirch in der zweiten österreichischen Spielklasse, der Nationalliga. Dort konnte er sich allerdings nicht durchsetzen und kam nur zu sechs Einsätzen. Im weiteren Saisonverlauf absolvierte er zudem einige Spiele für die Schweizer Vereine EHC Bülach aus der drittklassigen 1. Liga sowie den Viertligisten Dielsdorf-Niederhasli. Von 2013 bis 2016 spielte er erneut in Feldkirch. Nachdem er von 2017 bis 2019 für den PIKES EHC Oberthurgau 1965 auf dem Eis stand, unterbrach er seine aktive Laufbahn. 2024 griff er wieder zum Schläger und spielt seither beim SC Hohenems in der drittklassigen österreichischen Ö Eishockeyliga.

### International
Für Kroatien nahm Novak im Juniorenbereich an der Division II der U18-Junioren-Weltmeisterschaft 2006. Im Herrenbereich vertrat er seine Farben in der Division I bei den Weltmeisterschaften 2008 und 2014 und in der Division II bei der Weltmeisterschaft 2013, als den Kroaten beim Turnier im heimischen Zagreb der Aufstieg in Division I gelang.

## Erfolge
- 2011 Meister der Nationalliga mit dem VEU Feldkirch
- 2013 Aufstieg in die Division I, Gruppe B, bei der Weltmeisterschaft, Division II, Gruppe A

## Statistik
(Stand: Ende der Saison 2010/11)